# Mónika Juhász Miczura
Mónika Juhász Miczura (* 3. November 1972 in Berettyóújfalu) ist eine ungarische Sängerin und Musikerin, die auch unter dem Namen Mitsou bekannt ist. Sie gehört der Minderheit der Roma an.

## Leben
Mónika Juhász Miczura wuchs in der südostungarischen Stadt Békéscsaba nahe der rumänischen Grenze auf. Als Kind lernte sie von ihrer Mutter, einer ambitionierten Sängerin, traditionelle Gesänge und Tänze der Roma. Schon als Jugendliche interessierte sie sich für indische Musik und ging im Alter von dreizehn Jahren in die Stadtbücherei von Békéscsaba, um dort Musik aus Rajasthan und anderen Regionen Indiens zu hören. Sie besuchte das Mihály Horváth Gymnasium in Szentes und das Flóra Martos Gymnasium in Budapest. Ihren ersten Bühnenauftritt hatte sie im Alter von sechzehn Jahren bei einem Talentwettbewerb in einer Schule.
Nachdem sie nach Budapest gezogen war, wurde Jenő Zsigó, der Leiter der Gruppe Ando Drom, auf sie aufmerksam und integrierte sie als Sängerin in diese Gruppe, der sie acht Jahre angehörte.
Als Sängerin ist sie in verschiedenen Filmen zu hören: Gadjo Dilo (1997), Je suis né d'une cigogne (1999), Vengo (2000) und Swing (2002) von Tony Gatlif sowie Kísértések (2002) von Zoltán Kamondi. Darüber hinaus ist sie als Gastmusikerin auf den Alben anderer international renommierter Musiker vertreten: Rien Dans Les Poches (1998) von Bratsch, Can't Make Me! –  nekemtenemmutogatol! (2003), Gyí! (2005) und Ha megfogom az ördögöt (Once I Catch the Devil) (2006) von Besh o droM sowie Queens and Kings (2007) von Fanfare Ciocărlia. Sie war eine Teilnehmerin des Global Vocal Meeting-Projektes.
Im Jahr 2003 gründete sie ihr eigenes Ensemble Mitsoura, das im selben Jahr sein erstes Album mit dem gleichnamigen Titel Mitsoura veröffentlichte. 2008 entstand das zweite Album Dura dura dura. Zu der Gruppe gehörten András Monori (Saxophon, Kaval, Gadulka und Sitar), Márk Moldvai (Keyboard und Elektronik), Pèter Szalai (Tabla und Schlaginstrumente) sowie Miklós Lukács (Cimbalom). Bei Auftritten wurde die Musik ergänzt durch Videoanimationen von Éva Mandula.  Eine besondere Atmosphäre erhielt ihre Musik unter anderem durch die Anwendung indischer Gesangstechniken. Im Jahr 2011 gab Mitsoura ihr letztes Konzert.
Nach einer siebenjährigen musikalischen Pause kehrte die Gruppe in veränderter Besetzung 2018 auf die Bühne zurück. Neben Márk Moldvai gehören nun András Jeli (E-Gitarre und E-Bass), Barna Gábos (Kaval, Nay, Bambusflöten) und Sándor Födő (Schlaginstrumente und Schlagzeug) zur Stammbesetzung der Band, die häufig durch Gastmusiker ergänzt wird.

## Diskographische Hinweise
- Ando drom: Phari mamo, 1995
- Bratsch: Rien dans les poches, 1998
- Mitsoura: Mitsoura, 2003
- Besh o droM: Gyí!, 2005
- Mitsoura: Dura dura dura, 2008